# Kevanacla orientalis
Kevanacla orientalis är en insektsart som beskrevs av Desutter-grandcolas 1992. Kevanacla orientalis ingår i släktet Kevanacla och familjen syrsor. Inga underarter finns listade i Catalogue of Life.